# Уилсон, Эндрю (историк)
Эндрю Уилсон (англ. Andrew Wilson; род. 15 октября 1961, Камбрия, Англия, Великобритания) — британский историк, политолог и специалист по Восточной Европе.

## Биография
Уилсон изучал историю в Оксфордском университете и получил степень доктора философии в Лондонской школе экономики и политических наук в 1993 году. Работал в Сидни-Сассекс-колледже при Кембриджском университете. Является преподавателем русско- и украиноведения в Школе славяно-восточноевропейских исследований при Университетском колледже Лондона.
Уилсон — старший научный сотрудник Европейского совета по международным отношениям. Также член совета директоров «Ukraine Today», украинского новостного канала на английском языке. Он также почётный сотрудник Chatham House.
Написал ряд книг и журнальных статей в основном по России, Украине и Беларуси. Владеет украинским, русским, разговорным французским и немного белорусским языками.

## Избранная библиография
- The Crimean Tatars. A situation report on the Crimean Taters for International Alert. International Alert, London 1994.
- Ukraine: Perestroika to Independence (в соавторстве с Тарасам Кузьо). St. Martin’s Press, New York 1994, ISBN 0-312-08652-0.
- The Donbas between Ukraine and Russia. The Use of History in Political Disputes. In: Journal of Contemporary History[исп.], Jg. 30 (1995), С. 265—289.
- Ukrainian Nationalism in the 1990s. A Minority Faith, Cambridge University Press, Cambridge 1996, ISBN 0-521-48285-2.
- The Ukrainians: Unexpected Nation, Yale University Press, New Haven 2000, ISBN 0-300-08355-6.[9]
- The legacy of the Soviet Union (в соавторстве с Wendy Slater). Palgrave Macmillan, Basingstoke 2004, ISBN 1-4039-1786-8.
- Virtual Politics: Faking Democracy in the Post-Soviet World, Yale University Press, New Haven 2005, ISBN 0-300-09545-7.
- Ukraine’s Orange Revolution, Yale University Press, New Haven 2005, ISBN 0-300-11290-4.
- Belarus: The Last European Dictatorship, Yale University Press, New Haven 2012, ISBN 978-0-300-13435-3 (новое издание 2021 года: New Haven, London: Yale University Press — 384 с. — ISBN 978-0-300-25921-6)
- Ukraine Crisis: What It Means for the West. Yale University Press, New Haven 2014, ISBN 978-0-300-21159-7.